# 赤道幾內亞細歧鬚鱨
赤道幾內亞細歧鬚鱨，為輻鰭魚綱鯰形目倒立鯰科的其中一種，為熱帶淡水魚，分布於非洲赤道幾內亞Kye河流域，體長可達3.9公分，棲息在沙底質、具有沉積物的溪流底中層水域，生活習性不明。